# Arben Makaj
Arben Makaj (Scutari, 16 giugno 1967) è un ex velocista albanese.

## Biografia
È primatista albanese dei 100 metri piani con il tempo di 10"56 stabilito il 15 luglio 2003 a Donnas (AO).
Ha corso per l'Atletica Riccardi di Milano, la Polisportiva Adrense e la Polisportiva Capriolese. Ha partecipato ai Mondiali di Saint-Denis 2003 ed è stato più volte campione d'Albania nei 100 m piani.
Nel 2007 ha partecipato ai primi Mondiali master di Riccione, uscendo in semifinale. Medaglia d'argento ai Mondiali master indoor di Clermont-Ferrand sui 60 m piani nella categoria M40, con il tempo di tempo 7"13, dopo aver corso in semifinale in 7"09. Nel luglio 2008 si è laureato campione europeo M40 nei 100 m piani con 11"28.

## Progressione

### 60 metri piani indoor
| Stagione | Risultato | Luogo       | Data      | Rank. Mond. |
| -------- | --------- | ----------- | --------- | ----------- |
| 2005     | 7"07      | Castenedolo | 21-1-2005 |             |
| 2004     | 6"86      | Castenedolo | 1-2-2004  |             |
| 2003     | 6"96      | Torino      | 8-2-2003  |             |
| 2001     | 6"77      | Torino      | 10-2-2001 |             |

### 100 metri piani
| Stagione | Risultato | Luogo   | Data      | Rank. Mond. |
| -------- | --------- | ------- | --------- | ----------- |
| 2004     | 10"68     | Donnas  | 13-7-2004 |             |
| 2003     | 10"56     | Donnas  | 15-7-2003 |             |
| 2001     | 10"72     | Bologna | 27-5-2001 |             |
| 1992     | 10"76     |         | 4-7-1992  |             |

## Palmarès
| Anno | Manifestazione  | Sede        | Evento      | Risultato | Prestazione | Note |
| ---- | --------------- | ----------- | ----------- | --------- | ----------- | ---- |
| 2001 | Mondiali indoor | Lisbona     | 60 m piani  | Batteria  | 7"00        |      |
| 2003 | Mondiali        | Saint-Denis | 100 m piani | Batteria  | 10"87       |      |